# Rivière du Sault (rivière Péribonka)
Pour les articles homonymes, voir Sault et Rivière du Sault.
La rivière du Sault est un affluent de la rivière Péribonka, coulant dans le territoire non organisé de Passes-Dangereuses, dans la municipalité régionale de comté (MRC) de Maria-Chapdelaine, dans la région administrative de Saguenay–Lac-Saint-Jean, dans la province de Québec, au Canada. La rivière du Sault coule du côté est de la zec des Passes.
Le bassin versant de la rivière du Sault est desservi par la route forestière R0250 qui remonte la vallée du lac Étienniche et de la rivière des Prairies pour rejoindre le lac Grenier et la rivière Brodeuse. Quelques routes secondaires desservent la zone pour les besoins de la foresterie et des activités récréotouristiques,.
La foresterie constitue la principale activité économique du secteur ; les activités récréotouristiques, en second.
La surface de la rivière du Sault est habituellement gelée de la fin novembre au début avril, toutefois la circulation sécuritaire sur la glace se fait généralement de la mi-décembre à la fin mars.

## Géographie
Les principaux bassins versants voisins de la rivière du Sault sont :
- Côté nord : ruisseau du Portage, rivière au Serpent, rivière Manouane, lac Péribonka, rivière Péribonka ;
- Côté est : rivière Péribonka, rivière du Canal Sec, rivière Shipshaw, lac Pamouscachiou ;
- Côté sud : rivière Péribonka, rivière du Canal Sec ;
- Côté ouest : rivière Alex, ruisseau Margot, lac Étienniche, rivière D'Ailleboust, rivière Brûle-Neige[2].

La rivière du Sault prend sa source à l’embouchure d'un lac non identifié (longueur : 0,2 km ; altitude : 484 m) dans le territoire non organisé de Passes-Dangereuses. L’embouchure du lac Jacques est située à :
- 4,5 km à l'est du lac Étienniche ;
- 7,3 km au nord-est du cours de la rivière Alex ;
- 7,2 km à l'ouest du cours de la rivière Péribonka ;
- 11,9 km au nord-ouest de l’embouchure de la rivière du Sault (confluence avec la rivière Péribonka) ;
- 10,4 km au sud-est de la confluence de la rivière Péribonka et de la rivière Manouane[2],[4].

À partir de sa source, la rivière du Sault coule sur 25 km sur un dénivelé de 301 m entièrement en zone forestière, selon les segments suivants :
- 3,0 km vers le sud jusqu'à la décharge du lac Adéodat (longueur : 0,8 km ; altitude : 446 m).
- km ver lesud jusqu'à la décharge des lac Jacques (longueur : 1,0 km ; altitude : 405 m) et Rock (longueur : 1,9 km ; altitude : 394 m) jusqu’à son embouchure. Note : le lac Rock reçoit du côté nord-ouest la décharge du lac Val ;
- 2,9 km vers l'est en courbant vers le nord-est, puis en traversant le lac Lionel sur 0,5 km vers le sud-est (longueur : 1,2 km en forme de croissant ouvert vers l’est ; altitude : 337 m), jusqu’à son embouchure. Note : le lac Lionel reçoit du Nord-Ouest la décharge des lacs Walter, André et Adéodat ;
- 2,8 km vers le sud, jusqu’à la décharge (venant du nord) de quelques lacs dont le lac Cochon ;
- 3,3 km vers le sud, jusqu’à la décharge (venant de l'ouest) du lac Albéric ;
- 3,1 km vers le sud dans une vallée encaissée et en formant quelques serpentins, jusqu’à la décharge (venant de l'ouest) d’un lac non identifié ;
- 3,4 km vers le sud-est en formant de nombreux petits serpentins et en longeant le pied Est d’une montagne, jusqu’à son embouchure[2].

La rivière du Sault se déverse au fond d’une très petite baie sur la rive ouest de la rivière Péribonka. Cette embouchure est située à :
- 4,1 km en amont de l’embouchure de la rivière du Canal Sec ;
- 18,6 km au sud-est de l’embouchure du lac Pamouscachiou (lequel est intégré au réservoir Pipmuacan) ;
- 58,7 km au nord de l’embouchure du lac Tchitogama (confluence avec la rivière Péribonka) ;
- 17,0 km au sud de l’embouchure de la rivière Manouane ;
- 90,6 km au nord-est de l’embouchure de la rivière Péribonka (confluence avec le lac Saint-Jean)[2].

À partir de l’embouchure de la rivière du Sault, le courant descend le cours de la rivière Péribonka sur 125 km vers le sud, traverse le lac Saint-Jean sur 29,3 km vers l’est, puis emprunte sur 155 km le cours de la rivière Saguenay vers l'est jusqu'à la hauteur de Tadoussac où il conflue avec le fleuve Saint-Laurent.

## Toponymie
Le toponyme de « rivière du Sault » a été officialisé le 5 décembre 1968 à la Banque des noms de lieux de la Commission de toponymie du Québec.